# Ronny Someck

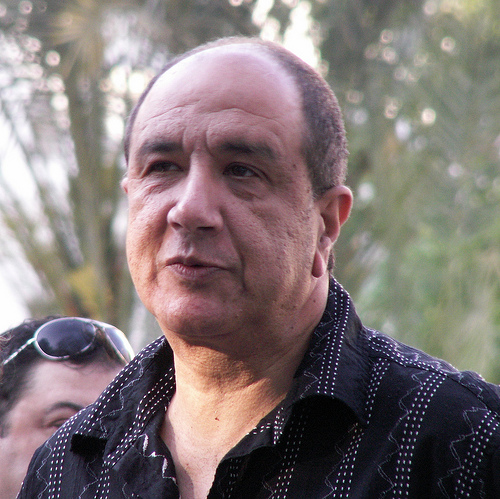
Ronny Someck, în 2007

Ronny Someck (ebraică רוני סומק; născut în  1951 la Bagdad) este un poet și scriitor israelian de limbă ebraică, originar din Irak.  
„Poezia sa tratează într-un mod original și convingător despre elementele cele mai de bază ale vieții de zi de zi” (Rami Saari) 

## Biografie
Ronny Someck s-a născut la Bagdad în anul 1951 în familia evreiască Somekh, și a emigrat în Israel la doi ani, în 1953. Someck a copilărit în tabăra de imigranți (maabará) de la limita dintre localitățile Holon și Bat Yam, mai târziu, mutându-se într-o zonă de blocuri de lângă cartierul Tzahala din Tel Aviv. A învățat la liceul „Hasharon” din Neve Maggen, în Ramat Hasharon, unde unul din profesorii care l-au influențat în mod deosebit a fost pictorul, pedagogul și publicistul Rafi Lavi. De asemenea, a jucat o vreme în echipa de tineret a clubului de baschet „Makabi Tel Aviv”. La 17 ani el a publicat prima sa poezie într-un ziar. Cum numele de familie i-a fost scris greșit, Someck în loc de Somekh, tânărul poet a hotărât să adopte, totuși, acest nou nume. (Somek înseamnă „îmbujorare”).  
A studiat literatura ebraică și filozofia evreiască la Universitatea din Tel Aviv,de asemenea a făcut studii de desen la Institutul de arte plastice Avni din Tel Aviv. În cadrul serviciului militar a lucrat ca instructor pedagogic în scopul reinserției sociale a unor bande de tineri certați cu legea din localitatea Beit Shemesh, continuând apoi o activitate similară în rândurile tineretului problematic din Pardes Katz, Mai târziu a devenit profesor de literatură ebraică și de media de comunicație la Liceul municipal nr. 11 din Tel Aviv și profesor de poezie la Seminarul pedagogic al kibuțurilor la Tel Aviv, de asemenea, el predă în cadrul unor ateliere de scris creativ, de exemplu, la Biblioteca Beit Ariela din Tel Aviv și la biblioteca orășenească din Dimona.
Someck este membru în colegiul de redacție al revistei „Nanopoetica”, de asemenea in consiliul public al Ansamblului de dans Bat Sheva și al Teatrului arabo-evreiesc din Jaffa.

## Cariera literară și artistică
În tinerețe Someck a urmat un curs de scris creativ, avându-i drept profesori pe poeții Dan Pagis și Amir Gilboa. Intre poetii care l-au influentat el îi menționează pe Bertolt Brecht și pe Jacques Prévert.
Someck  a publicat 11 volume de poezii. De asemenea, a scris două cărți pentru copii împreună cu fiica sa, Shirley.
În anul 1997 Someck a înregistrat  împreună cu muzicianul Eliott Sharp două discuri de poezie si muzică „Răzbunarea copilului bâlbâit” - la New York, și „Linia sărăciei” - la Viena, iar in anul 2001 - un al treilea disc „Scurta istorie a vodcii”.
În 1998 a prezentat împreună cu Benny Efrat spectacolul „Fabrica naturii”, cuprinzând 6 instalații artistice bazate pe poezii. Expoziția a fost găzduită de galeria Hamumhe din partea Muzeului Israel și pe urmele ei, lucrarea de video art „Fabrica naturii” în regia lui Shahar Ben Hur.
În anul 2004 a expus sub titlul glumeț „Hawaja Bialik” (Hogea Bialik) 10 desene și o poezie inspirate de șapte poezii ale lui Haim Nahman Bialik.  
În 2007 a expus o expoziție „RIhAL Madrid” (joc de cuvinte între Real Madrid și numele prescurtat al lui Rabi Yehuda Halevi) de 12 desene și o poezie bazate pe 9 poezii ale lui Yehuda Halevi. 
Alte expoziții ale sale au fost „Mapit” (Șervețel) (2010), „Lacul lebedelor” (2012), „Sritá Bemarpek Hashirá” (Zgârietură în cotul poeziei). Cinci din expozițiile menționate au fost prezentate la Muzeul de artă israeliană de la Ramat Gan, sub îngrijirea lui Meir Aharonson.
În mai 2009 cu prilejul centenarului orașului Tel Aviv, la galeria D.Sh. Danon a fost organizată o expoziție în cinstea lui Someck. 20 artiști plastici au creat lucrări inspirate de poezia sa, „Vultur tatuaj” din volumul „Paradis  al orezului
”

### Viața privată
Ronny Someck locuiește la Ramat Gan, este căsătorit cu Liora și are o fiică, Shirley, cu care a scris doua cărți pentru copii. Nepotul său de frate este poetul Yakir Ben Moshe.

## Premii și onoruri
- premii literare al orașelor Holon (premiul Haim Kugel) și Ramat Gan
- 1986 Premiul jubilear al Asociației israeliene a compozitorilor și autorilor pentru o realizare deosebită a unui tânăr creator
- 1989, 2000 - Premiul primului ministru al Israelului
- 1999 Premiul Efrat
- 1999 Premiul Ahi - al Asociației pentru promovarea cercetării, literaturii și artei în rândurile intelectualilor israelieni originari din Irak
- 2004 Premiul Yehuda Amihay pentru poezie
- 2005 Premiul întâi la Concursul poeziei vinului de la Festivalul Serile de Poezie de la Struga, Macedonia
- 2006 Premiul pentru poezie Hans Berghhuis la Festivalul Nopților de poezie de la Maastricht
- 2012 Ordinul Crucii de merit al Poloniei, cu gradul de cavaler
- 2013 Cavaler al Ordinului Artei și Literaturii din Franța
- 2016 Premiul ca Persoana exemplara - din partea organizatiei The Lyons
- 2017   - Premiul omagial din partea Colegiului academic pedagogic arab din Israel
- 2018 Premiul Arik Einstein
- 2019 - Premiul Meir Ariel
- 2024 - Premiul Erez Biton din partea primăriei Hod Hasharon

## Scrieri
volume de versuri:
- 1976 -  Golá (Exil)
- 1980 cu Eli Bakhar și Peretz Banay   Ehad bishvil shloshá, shloshá bishvil ehad  ( Unul pentru trei, trei pentru unul)
- 1980 - Solo
- 1984 - Asfalt
- 1987 - Sheva shurot al pele Hayarkon (Șapte rânduri  despre minunea Yarkonului)
- 1989  - Bardelas  (Cita)
- 1994 - Bloody Mary
- 1996  - Gan eden laorez  (Paradis al orezului),
- 2001  - Hametofef shel Hamahapeha (Tambur majorul revoluției)
- 2005  - Mahteret Hehalav Rețeaua subterană a laptelului
- 2009  - Alger
- 2013 -   Koah sus (Cal putere),
- 2017  - Nikmat hayeled hamegamghem (Răzbunarea copilului bâlbâit)
- 2020 - Kol kah harbé  Elohim - (Atât de mult dumnezeu)
- 2022 - Hermes
- 2023 - Hanivdal shel haahava (Ofsaidul dragostei)
- 2024 - Esh (Foc)

pentru copii
- 1998 cu Shirley Someck  Kaftor hatzhok (Butonul râsului)
- 2012 cu Shirley Someck Hakof Shlof vehakof blof (Monkey Tough, Monkey Bluff)

alte cărți:
- împreună cu poetul irakian în exil Salah al Hamdani Copiii din Bagdad